# Halbinsel Kõpu
Die Halbinsel Kõpu (estnisch Kõpu poolsaar) erstreckt sich im äußersten Westen der Insel Hiiumaa in die Ostsee. Auf der Halbinsel liegt das Wahrzeichen der zweitgrößten estnischen Insel, der mächtige Leuchtturm Kõpu (estnisch Kõpu tuletorn).

## Beschreibung
Die Halbinsel Kõpu (historischer deutscher Name „Halbinsel Keppo“) ist etwa 21 Kilometer lang und bis zu 7,3 Kilometer breit. An ihrer westlichen Spitze liegt die Landzunge Ristna (Ristna neem) mit ihrem Leuchtturm (Ristna tuletorn).
Die höchste Erhebung der Halbinsel ist der 78 Meter hohe Tornimägi („Turmberg“). Die Küstenlinie wird von hohen Dünen und zahlreichen Findlingen (estnisch Hiidrahn) wie dem Kõpu Suurkivi mit 175 m³ Inhalt geprägt. Die Landschaft ist durch drei große (Natur-)Schutzgebiete geschützt.
Auf der Halbinsel leben etwa zweihundert Menschen in den Dörfern Hirmuste, Jõesuu, Kalana, Kaleste, Kiduspe, Kõpu, Luidja und Mägipe. Sie gehört verwaltungsmäßig zur Landgemeinde Hiiumaa.